# 笈瀬川

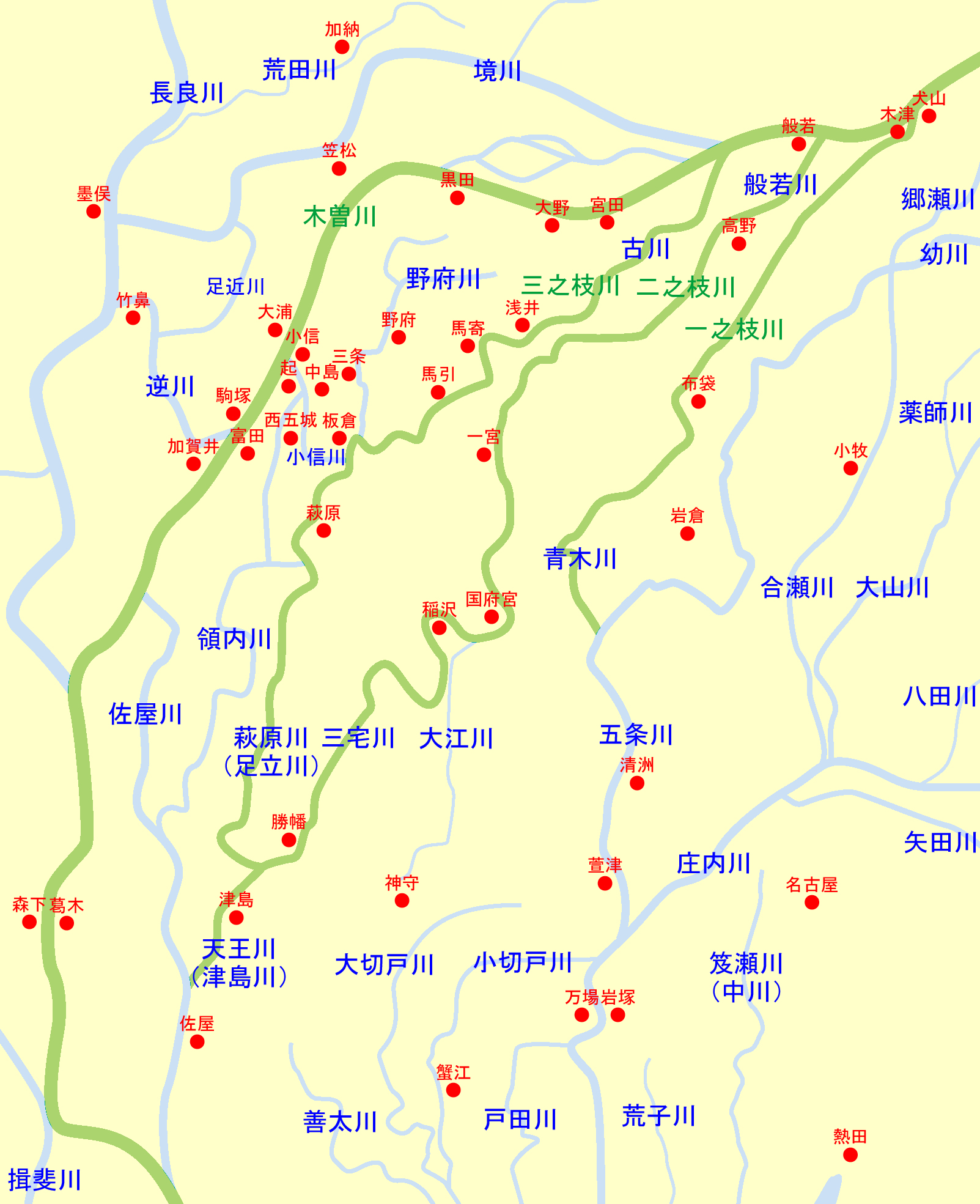
御囲堤建造以前の木曽川派川（木曽八流）の様子（緑は木曽川本川および主要派川）

笈瀬川（おいせがわ）は、中川運河の前身となった自然河川。下流において中川と称したとされる。

## 概要
水源は西区名塚町にあり、中流域において笈瀬川と称した。港区熱田新田東組より下流では中川と呼ばれたとされる。

## 名前の由来
かつては当地が伊勢神宮の神領であり、そこを流れる「御伊勢川」の意であったものが、表記を変えたものであるという。近世には「老瀬」や「負瀬」とも書かれたという。